# 福厳寺 (柳川市)
福厳寺（ふくごんじ）は、福岡県柳川市奥州町にある黄檗宗の寺院。江戸時代の柳川藩主家立花氏の国元の菩提寺であった。山号は梅岳山。等級は別格。寺格は開堂地。本尊は釈迦如来。梅岳寺（現在の福岡県新宮町にある寺院）が立花氏の柳川移転に随伴して移り、改名・改宗した寺院である。江戸時代は柳川藩の寺院筆頭であった。黄檗宗改宗前の名称は花谷山神宮寺、梅岳寺孝養院。

## 歴史
『大日本寺院総覧』では「延宝2年（1674年）創建、立花忠茂開基、鐵文和尚開山」となっており、黄檗宗への改宗年をもって創建年としている。『日本歴史地名大系41』では黄檗宗改宗をもって中興、戸次鑑連が梅岳寺孝養院と改名させたのを創建としている。
『大日本寺院総覧』の梅岳寺の項目によると、元中2年（1385年）に花谷山神宮寺として立花村に創建され、天正3年（1575年）にの継母である養孝院が埋葬されると立花山養孝院と改称して戸次鑑連が開基、医王寺（現在の福岡県古賀市にあった寺院）緒庵禅師が開山となる。立花宗茂が柳川に転封されると一緒に柳河に移った立花山養孝院が改称したものが福厳寺であるとし、立花村の立花山養孝院旧跡に黒田綱政の正室で立花忠茂の娘である心空院が再建させた寺が現在の梅岳寺であるとしている。なお、当初は曹洞宗寺院であった。天正15年（1587年）柳川に移る。

### 田中氏による破却と再興
慶長5年（1603年）の関ヶ原の戦いで立花氏が改易となり、代わって田中吉政が藩主となると福厳寺は破却され、家臣の屋敷となる。
その後、田中氏が無嗣断絶で改易となり、元和6年（1620年）に宗茂が柳川藩に復帰すると再建され、柳川藩主家立花家の菩提寺に定められる。現在も宗茂と正室・立花誾千代の墓が同寺に建てられている。
万治3年（1660年）の内容とされる『忠茂公御代之分限帳』に「高百石　下棚町村　梅岳寺」とあり、この梅岳寺は後の福厳寺を指す。

### 黄檗宗に改宗
寛文9年（1669年）に藩主立花忠茂は黄檗宗本山萬福寺の2世住持木庵性瑫の法弟である鉄文道智を招き、梅岳山福厳寺と改称の上、曹洞宗から黄檗宗に改宗させる。以降、柳川藩主家立花氏の菩提寺として、代々の藩主及びその一族が埋葬またはその位牌安置される寺院となる。
延宝2年（1674年）に黄檗宗として開山。
『延宝九年酉年知行取無足扶持方共』（1681年）に「高百石御合力米七十九石二斗　福厳寺」とある。また、「南筑明覧」に寺領300石とある。

## 主な著名人の墓
- 長谷健（作家）
- 檀一雄（作家）

## 交通アクセス
- 西鉄天神大牟田線西鉄柳川駅より堀川バス「布橋」バス停下車